# Sfântu Gheorghe (Tulcea)
Sfântu Gheorghe [ˈsfɨn.tu ˈɡe̯or.ɡe], bis 1993 Sfîntu Gheorghe (zu deutsch: Sankt Georg) ist eine Ortschaft im Kreis Tulcea in der Dobrudscha in Rumänien. Sie liegt am südlichsten, nach ihr benannten Arm des Donaudeltas direkt am Schwarzen Meer.

## Ortsbild
Sfântu Gheorghe hat ein Ortszentrum mit einer Gemeindehalle, einer Gaststätte und einigen Lebensmittelhändlern. In der Umgebung sind meist einstöckige Wohnhäuser, häufig mit byzantinischem Einschlag.

## Wirtschaft
Die Haupterwerbszweige der Bevölkerung sind Fischerei, Schifffahrt und Tourismus. Touristen kommen um das Donaudelta zu erkunden (Naturtourismus), zum Vogelbeobachten oder zum Angeln, um Strandurlaub zu machen oder um das jährlich stattfindende Filmfestival Anonimul (siehe unten) zu besuchen. Viele Einwohner bieten Gästezimmer an. Es gibt einen Campingplatz, kleinere Hotels, ein Vier-Sterne-Ferienresort und einen offiziellen Badestrand.
Daneben betreibt die Bevölkerung etwas Subsistenzlandwirtschaft. In der Umgebung von Sfântu Gheorghe leben halbwild ungefähr 7000 Pferde und nicht ganz so viele Rinder. Die Pferde dienen als Reit- und Zugtiere; sie stehen im Ponytyp. Die Rinder dienen der Milch- und Fleischgewinnung; sie stammen von Rumänischen Landrassen ab, die mit mitteleuropäischen Rassen verkreuzt wurden.
Seit Oktober 2015 ist Sfântu Gheorghe darüber hinaus einer der internationalen Zuchtstandorte für Taurosrinder. Diese sollen langfristig als Nachfolger der ausgestorbenen Wildform des Auerochsen im Donaudelta ausgewildert werden und dessen ökologische Rolle im Delta übernehmen.

## Das Sfântu Gheorghe Filmfestival
In Sfântu Gheorghe findet jedes Jahr im August das internationale Independent-Filmfestival Anonimul statt. Die jährlichen Besucherzahlen liegen bei um die 5000.

## Verkehr
Es gibt keine asphaltierten Straßen nach Sfântu Gheorghe. Alle Güter und Personen werden per Schiff transportiert und dann meist in Pferdewagen verladen. Die Fähren nach Tulcea fahren mehrmals pro Tag.

## Natur
Sfântu Gheorghe liegt im Biosphärenreservat Donaudelta an der Mündung des südlichsten Donauarmes. Teil des Gemeindegebiets sind drei streng geschützte Naturschutzgebiete.
Das größte der drei ist Sacalin-Zătoane, ein mehr als 214 Quadratkilometer großes Naturschutzgebiet der IUCN-Kategorie IV Biotop-/Artenschutzgebiet. Es ist das größte zusammenhängende Schutzgebiet im Biosphärenreservat und befindet sich südwestlich der Ortschaft auf der anderen Seite des Flusses. Das Naturschutzgebiet Sachalin-Zătoane ist ein Vogelschutzreservat. Es bietet zahlreichen Vögeln einen geeigneten Nistplatz und Nahrung, unter anderem gibt es hier die größten Kolonien von Krauskopfpelikan (Pelecanus crispus) und Brandseeschwalbe (Thalasseus sandvicensis) im Delta-Gebiet.
15 km nordwestlich der Ortschaft erstreckt sich der 50 Hektar große Erlenwald Erenciuc am südlichen Ende des Erenciuc-Sees. Der Wald ist der einzige zusammenhängende große Bestand von Schwarz-Erlen (Alnus glutinosa) im Biosphärenreservat. Er ist ein Nistgebiet des Seeadlers (Haliaeetus albicilla).
Südlich des Erenciuc-Waldes schließlich, auf der anderen Seite des Flusses, befindet sich der Belciug-See. Er hat eine Fläche von 1,1 km2 und eine Tiefe von bis zu 6 Metern. Er dient zum Erhalt gefährdeter Fischarten und bietet zahlreichen Zugvögeln Nahrung und eine geeignete Brutstätte.